# R.A.G.T. Semences

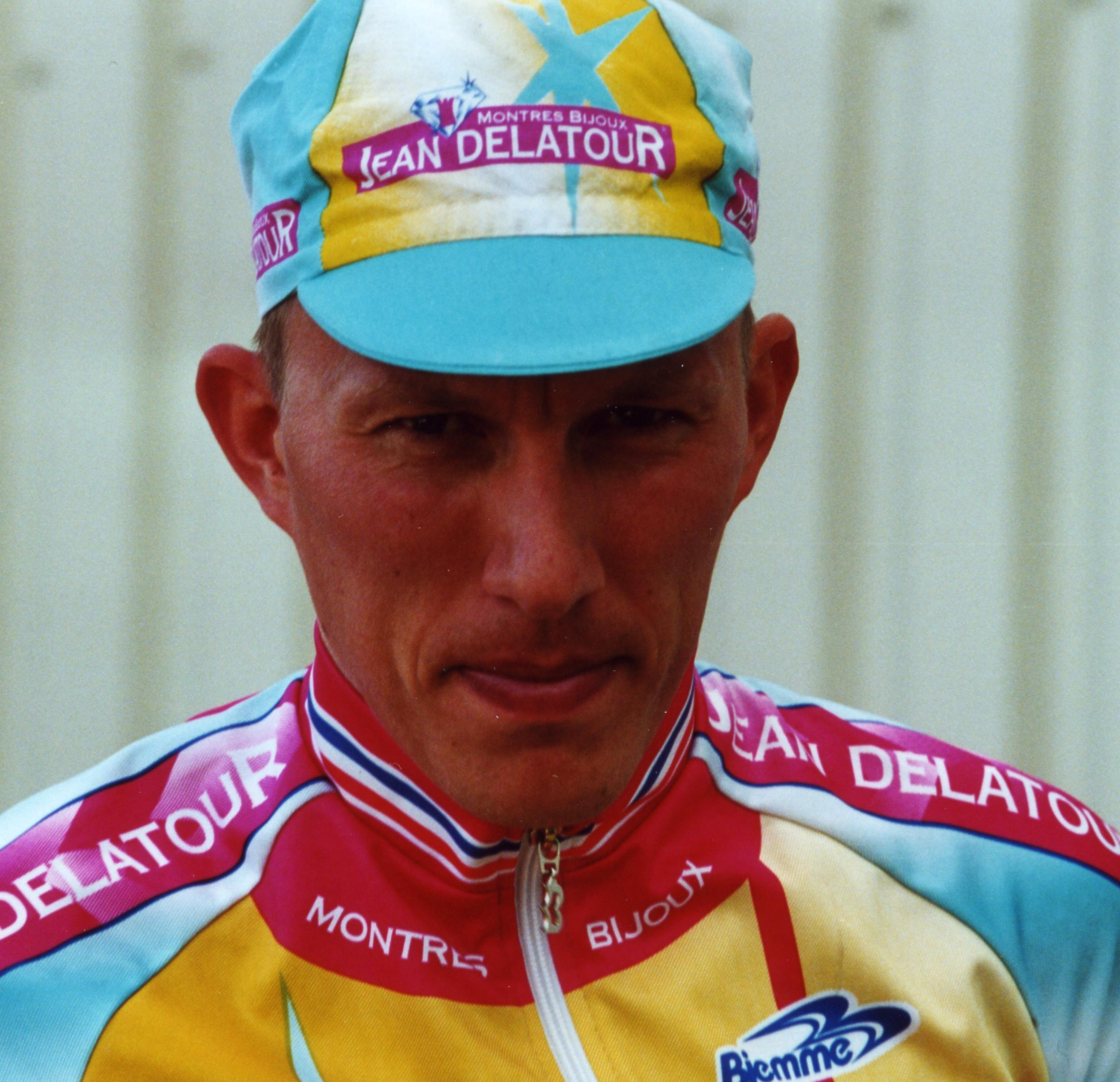
Eddy Seigneur im Teamtrikot 2000

R.A.G.T. Semences oder Jean Delatour war ein französisches Radsportteam, das von 2000 bis 2005 bestand. Die größten Erfolge waren die beiden Etappensiege bei der Tour de France 2002 und 2003.

## Geschichte
2000 wurde die Mannschaft unter dem Namen des Sponsors Jean Delatour, einer führenden französischen Juwelierkette, von Serge Barle gegründet. Nach dessen Rückzug 2004 nach dem Namen des neuen Hauptsponsors, einer Saatgutfirma, in R.A.G.T. Semences umbenannt. Im Jahr 2004 nahm das Team an der Tour de France teil. 2005 nahm das Team an den UCI Continental Circuits als Professional Continental Team teil. Ende 2005 zog sich das Team aus dem Radsport zurück.

## Erfolge
2000
- Gesamtwertung und eine Etappe Tour du Limousin
- Paris–Bourges
- Trophée des Grimpeurs
- A Travers le Morbihan
- eine Etappe Paris-Nizza
- eine Etappe Critérium International
- eine Etappe Route du Sud
- eine Etappe Tour de l'Ain
- eine Etappe Regio-Tour
- Route Adélie de Vitré
- Französischer Meister – Einzelzeitfahren

2001
- Gesamtwertung und zwei Etappen Regio-Tour
- Gesamtwertung und eine Etappe Tour de l'Ain
- eine Etappe Tour du Poitou Charentes et de la Vienne
- eine Etappe Critérium International
- eine Etappe Tour du Limousin
- eine Etappe Route du Sud
- eine Etappe Critérium du Dauphiné
- eine Etappe Circuit des Mines
- eine Etappe Grand Prix Midi Libre
- eine Etappe Circuit Cycliste de la Sarthe
- eine Etappe Tour de Normandie
- Boucles de l’Aulne
- Tour du Doubs
- Paris–Camembert
- Grand Prix de Villers-Cotterêts
- Bulgarischer Meister – Einzelzeitfahren

2002
- eine Etappe Tour de France
- Gesamtwertung und eine Etappe Polen-Rundfahrt
- Gesamtwertung und eine Etappe Tour du Limousin
- Gesamtwertung und eine Etappe Rothaus Regio-Tour
- eine Etappe Critérium du Dauphiné
- eine Etappe Deutschland Tour
- eine Etappe Grand Prix Midi Libre
- eine Etappe Vier Tage von Dünkirchen
- eine Etappe Tour de l’Avenir
- A Travers le Morbihan
- Tour du Doubs
- Grand Prix de Villers-Cotterêts
- Französischer Meister – Einzelzeitfahren
- Bulgarischer Meister – Straßenrennen

2003
- eine Etappe Tour de France
- Tour de Normandie
- vier Etappen Tour de l’Avenir
- vier Etappen Volta ao Alentejo
- zwei Etappen Vier Tage von Dünkirchen
- eine Etappe Critérium du Dauphiné
- eine Etappe Tour de Romandie
- eine Etappe Circuit Cycliste de la Sarthe
- eine Etappe Bayern-Rundfahrt[4]
- Route Adélie
- Tro Bro Leon
- Französischer Meister – Einzelzeitfahren

2004
- Tour de l’Avenir
- Duo Normand
- Boucles de l’Aulne
- eine Etappe Paris–Corrèze
- Französischer Meister – Einzelzeitfahren

2005
- eine Etappe Tour de l’Avenir

## Bekannte ehemalige Fahrer
- Eddy Lembo (2000–2001)
- Iwajlo Gabrowski (2000–2002)
- Laurent Brochard (2000–2002)
- Patrice Halgand (2000–2003)
- Eddy Seigneur (2000–2005)
- Christophe Rinero (2002–2003)
- Christophe Rinero (2002–2003)
- Frédéric Finot (2002–2004)
- Sylvain Calzati (2002+2004)
- Guillaume Auger (2004–2005)
- Yoann Le Boulanger (2004–2005)
- Sébastien Minard (2005)